# Parque de la plaza de la Reunión
El parque de la plaza de la Reunión (en francés square de la place de la Réunion) es un parque situado en plaza de la Reunión en el XX Distrito de París.

## Descripción
Creado en 1973, tiene una superficie total de 1450 m². 
El nombre de la plaza hace referencia a la calle del mismo nombre "la Réunion" en el siglo XIX del Gran Charonne y del Pequeño Charonne.
Es la sombra de castaños, algarrobos de casco rojo y manzano aldenhamensis que tienen hojas, flores y frutos de un rojo espectacular. Arbustos de rosales "Rosy Sevillana" y "x Pimlico.
Está adornado con una fuente de bronce, creada en 1858 por Lequeux.

## Situación
Ocupa el círculo central de la plaza de le Reunión
 - Línea 2 - Estación de Alexandre-Dumas